# Dorland-Haus
Il Dorland-Haus (letteralmente: «edificio Dorland»), detto anche Haus der Werbung (letteralmente: «casa della pubblicità»), è un edificio a torre di Berlino, in Germania, adibito a uffici. È sito nel quartiere di Schöneberg, a breve distanza dalla cosiddetta «City West», l’area che ai tempi della divisione della città durante la Guerra fredda costituiva il centro commerciale e direzionale di Berlino Ovest.
In considerazione della sua importanza storica e architettonica, l’edificio è posto sotto tutela monumentale (Denkmalschutz).

## Storia
Il Dorland-Haus fu costruito fra il 1964 e il 1966 su progetto di Rolf Gutbrod, Horst Schwaderer e Hermann Kiess e costituisce uno degli esempi più significativi dell’International Style in voga a Berlino Ovest negli anni sessanta del XX secolo. In origine ospitava gli uffici dell’agenzia pubblicitaria Dorland.

## Caratteristiche
Il Dorland-Haus è posto al centro di un lotto di forma triangolare, posto a nord della Kleiststraße all’angolo con la Keithstraße e con la strada An der Urania, in posizione urbanistica preminente.
L’edificio, che conta 13 piani, è costruito con una struttura in calcestruzzo armato, con un nocciolo centrale di forma triangolare che ospita i collegamenti verticali (scale e ascensori). Il nocciolo è contornato da tre spazi longitudinali fra loro comunicanti, che ospitano gli uffici; ognuno dei tre spazi possiede un’estremità leggermente sporgente in corrispondenza dell’angolo.  In generale, lo schema edilizio ricorda molto da vicino quello del grattacielo Unileverhaus di Amburgo, costruito pochi anni prima.
Le pareti esterne più lunghe sono rivestite da una facciata in curtain-wall con fasce finestrate orizzontali continue e inserti in acciaio inossidabile; le pareti più corte, poste in corrispondenza degli angoli, sono in cemento a vista.
Particolare cura venne posta nell’allestimento dell'ingresso, con pareti rivestite in lastre di ardesia, e caratterizzato da una dinamicità spaziale che ricorda il foyer della Philharmonie di Hans Scharoun.
In cima all’edificio è posta una penthouse di due piani, che ospitava in origine la mensa dell'agenzia Dorland.

### Fonti
- (DE) Martin Wörner, Doris Mollenschott, Karl-Heinz Hüter e Paul Sigel, Architekturführer Berlin, prefazione di Wolfgang Schäche, 6ª ed., Berlino, Dietrich Reimer Verlag, 2001,  p. 328, ISBN 3-496-01211-0.
- (DE) Roman Hillmann, Dorlandhaus („Haus der Werbung“), in Adrian von Buttlar, Kerstin Wittmann-Englert, Gabi Dolff-Bonekämper (a cura di), Baukunst der Nachkriegsmoderne. Architekturführer Berlin 1949–1979, Berlino, Dietrich Reimer Verlag, 2013,  pp. 202-203, ISBN 978-3-496-01486-7.

### Testi di approfondimento
- (DE) Deutsche Bauzeitung, vol. 19, 1964,  pp. 801 ss.